# جان اوکیف (عصب‌پژوه)
جان اوکیف (انگلیسی: John O'Keefe؛ زادهٔ ۱۸ نوامبر ۱۹۳۹) یک عصب‌پژوه اهل ایالات متحده آمریکا-بریتانیا است.

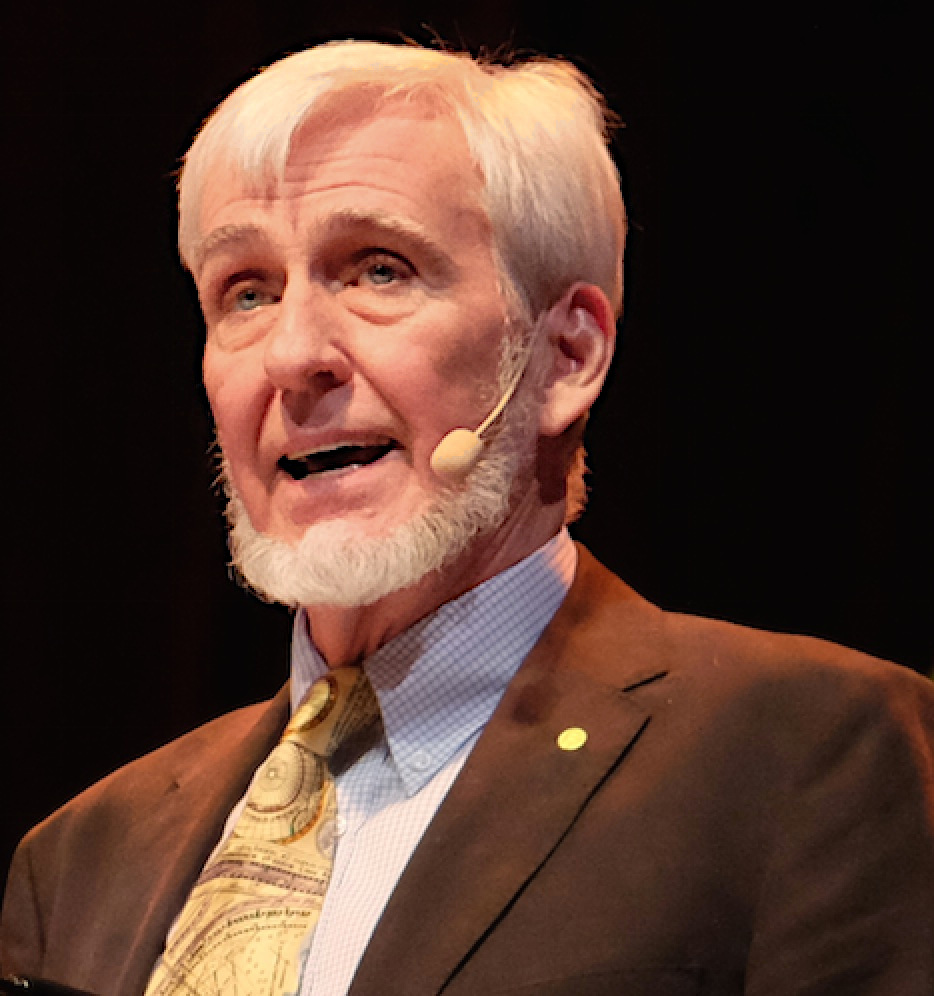
جان اوکیف در سال ۲۰۱۸

وی به همراه یک زوج نروژی ادوارد موزر و می-بریت موزر به خاطر «کشف سلول‌هایی که سامانه موقعیت‌یابی در مغز انسان» را تشکیل می‌دهند به‌طور مشترک برنده جایزه نوبل فیزیولوژی و پزشکی سال ۲۰۱۴ شدند.